# Asō Hisashi

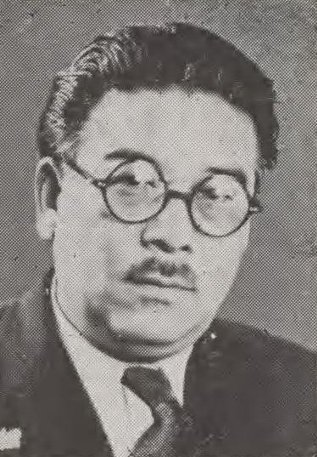
Asō Hisashi

Asō Hisashi (japanisch 麻生 久; geboren 24. Mai 1891 in Higashi-Iida, Bezirk Kusu (玖珠郡東飯田村) in der Präfektur Ōita; gestorben 6. September 1940 in Tōkyō) war ein japanischer Politiker.

## Leben und Wirken
Asō Hisashi machte seinen Studienabschluss an der Universität Tōkyō. Er begann für die Zeitung „Tōkyō nichinichi shimbun“ (東京日日新聞), heute Mainichi Shimbun, zu arbeiten, schied aber schon bald aus. Er schloss sich der Arbeitergruppe „Yūaikai“ (友愛会) an und leitete 1919 mehrere Streiks der Bergarbeiter und anderer Arbeiter. 1923 wurde er Sekretär des Politischen Büros der „Japan Federation of Labour“ (総同盟, Sōdōmei). 1926 beteiligte er sich an der Gründung der „Japan Labour-Farmer Party“ (日本労農党, Nihon rōnō-tō) und 1932 an der Gründung der antikommunistische „Socialist Masses Party“ (社会大衆党, shakai taishū-tō). 1936 und 1937 wurde er ins Unterhaus gewählt.
Später zeigte Asō Sympathie für die Militär-dominierte Regierung und wurde 1940, kurz bevor er starb, Mitglied einer Kommission des Kabinett Konoe II zur Vorbereitung der „Bewegung für neue Ordnung“ beteiligt.
Eine Arbeitsgruppe gab seine Lebensbeschreibung – Asō-Hisashi-den (麻生久伝) – heraus.